# Melodifestivalen 2021
Le Melodifestivalen 2021 est le concours de chansons permettant de sélectionner le représentant de la Suède au Concours Eurovision de la chanson 2021. Il consiste en quatre demi-finales (Deltävling), rassemblant sept artistes chacune, une deuxième chance (Andra Chansen) et une finale. Le concours débute le 6 février 2021 à raison d'une émission chaque samedi à 20h, la finale ayant lieu le 13 mars 2021. Il est remporté par Tusse et sa chanson Voices, sélectionné ainsi comme représentant de la  Suède au Concours Eurovision de la chanson 2021, à Rotterdam.

## Format
Comme tous les ans, c'est par le biais du Melodifestivalen que sont choisis l'interprète et la chanson qui représenteront la Suède au Concours Eurovision de la chanson. Les 28 chansons et leurs artistes seront répartis dans quatre demi-finales qui se déroulent en février 2021. L'épreuve de rattrapage aura lieu le 6 mars et la finale le 13 mars.
Sept chansons concourront dans chaque demi-finale. Seules deux d'entre elles se qualifieront directement pour la finale tandis que les troisièmes et quatrièmes de chaque demi-finale devront participer à l'épreuve de l'Andra Chansen (seconde chance en français) en qui leur donnera une seconde chance de se qualifier en finale.

### Lieux et dates
En raison de la pandémie de Covid-19, Sveriges Television a annoncé que cette année le concours se déroulerait à huis clos. De plus, contrairement aux autres années il n'y aura pas de tournées : les 6 émissions se dérouleront à Stockholm dans l'Annexet Hall, l'un des lieux du Stockholm Globe City (dans lequel se trouve le Globen, la salle où se sont déroulés l'Eurovision 2000 et 2016).
|                 | Ville     | Lieu         | Date       |
| --------------- | --------- | ------------ | ---------- |
| 1re demi-finale | Stockholm | Annexet Hall | 6 février  |
| 2e demi-finale  | Stockholm | Annexet Hall | 13 février |
| 3e demi-finale  | Stockholm | Annexet Hall | 20 février |
| 4e demi-finale  | Stockholm | Annexet Hall | 27 février |
| Seconde chance  | Stockholm | Annexet Hall | 6 mars     |
| Finale          | Stockholm | Annexet Hall | 13 mars    |

### Présentateurs
Le 4 janvier 2021, SVT annonce que cette année le Melodifestivalen sera présenté par son producteur depuis 20 ans et chef de la délégation suédoise à l'Eurovision Christer Björkman. Ce dernier sera accompagné pour chaque soirée par un présentateur différent :
- Lena Philipsson (chanteuse et représentante de la Suède à l'Eurovision 2004);
- Oscar Zia (chanteur) et Anis Don Demina (chanteur et DJ);
- Jason Diakité (rappeur);
- Per Andersson (acteur, comédien et réalisateur) et Pernilla Wahlgren (chanteuse et actrice);
- Shirley Clamp (chanteuse);
- Shima Niavarani (actrice et chanteuse) et Måns Zelmerlöw (chanteur et gagnant de l'Eurovision 2015)

### Vote
Le système de vote utilisé pour le Melodifestivalen 2021 est identique à celui utilisé l'édition précédente. Les spectateurs sont divisés en huit groupes, ayant tous le même poids lors des soirées. Les votants via l'application officielle du concours sont répartis en sept tranches d'âge, ceux votant par téléphone formant le huitième. Chaque groupe donne 12, 10, 8, 6, 4, 2, et 1 point lors des demi-finales ; 12, 10, puis de 8 à 1 point pour la finale. Lors de l'Andra Chansen, chaque groupe donne un point à sa chanson favorite. 

## Participants
Les vingt-huit participants sont annoncés à partir du 1er décembre 2020,. 
| Artiste                | Chanson                    | Auteurs                                                                                  |
| ---------------------- | -------------------------- | ---------------------------------------------------------------------------------------- |
| Alvaro Estrella        | Baila Baila                | Anderz Wrethov, Linnea Deb, Jimmy "Joker" Thörnfeldt                                     |
| Anton Ewald            | New Religion               | Jonas Wallin, Joe Killington, Anton Ewald, Maja Strömstedt                               |
| Arvingarna             | Tänker inte alls gå hem    | Stefan Brunzell, Nanne Grönvall, Thomas G:son, Bobby Ljunggren                           |
| Charlotte Perrelli     | Still Young                | Thomas G:son, Bobby Ljunggren, Erik Bernholm, Charlie Gustavsson                         |
| Clara Klingenström     | Behöver inte dig idag      | Clara Klingenström, Bobby Ljunggren, David Lindgren Zacharias                            |
| Danny Saucedo          | Dandi dansa                | Danny Saucedo, Karl-Johan Råsmark                                                        |
| Dotter                 | Little Tot                 | Johanna Jansson, Dino Medanhodzic                                                        |
| Efraim Leo             | Best of Me                 | Efraim Leo, Cornelia Jakobsdotter, Amanda Björkegren, Herman Gardarfve                   |
| Elisa                  | Den du är                  | Bobby Ljunggren, Ingela "Pling" Forsman, Elisa Lindström                                 |
| Emil Assergård         | Om allting skiter sig      | Emil Assergård, Jimmy Jansson, Jimmy "Joker" Thörnfeldt, Anderz Wrethov, Johanna Wrethov |
| Eric Saade             | Every Minute               | Eric Saade, Linnea Deb, Joy Deb, Jimmy "Joker" Thörnfeldt                                |
| Eva Rydberg & Ewa Roos | Rena rama ding dong        | Göran Sparrdahl, Kalle Rydberg, Ari Lehtonen                                             |
| Frida Green            | The Silence                | Anna Bergendahl, Bobby Ljunggren, David Lindgren Zacharias, Joy Deb                      |
| Jessica Andersson      | Horizon                    | David Kreuger, Fredrik Kempe, Jesper Jakobsson Grand, Markus Lidén, Christian Holmström  |
| Julia Alfrida          | Rich                       | Julia Alfrida, Jimmy Jansson, Melanie Wehbe                                              |
| Kadiatou               | One Touch                  | Joy Deb, Linnea Deb, Jimmy "Joker" Thörnfeldt, Anderz Wrethov                            |
| Klara Hammarström      | Beat of Broken Hearts      | David Kreuger, Fredrik Kempe, Niklas Carson Mattson, Andreas Wijk                        |
| Lillasyster            | Pretender                  | Isak Hallén, Jakob Redtzer, Martin Westerstrand, Ian Paolo Lira, Palle Hammarlund        |
| Lovad                  | Allting är precis likadant | Mattias Andréasson, Alexander Nivek, Lova Drevstam, Albin Johnsén                        |
| Mustasch               | Contagious                 | Ralf Gyllenhammar, David Johannesson                                                     |
| Nathalie Brydolf       | Fingerprints               | Andreas Stone Johansson, Etta Zelmani, Laurell Barker, Anna-Klara Folin                  |
| Patrik Jean            | Tears Run Dry              | Herman Gardarfve, Patrik Jean, Melanie Wehbe                                             |
| Paul Rey               | The Missing Piece          | Fredrik Sonefors, Laurell Barker, Pauli Jokela                                           |
| Sannex                 | All Inclusive              | Greta Svensson, Hans Thorstensson                                                        |
| Tess Merkel            | Good Life                  | Tony Malm, Tess Merkel, Palle Hammarlund, Mats Tärnfors                                  |
| The Mamas              | In the Middle              | Emily Falvey, Robin Stjernberg, Jimmy Jansson                                            |
| Tusse                  | Voices                     | Joy Deb, Linnea Deb, Jimmy "Joker" Thörnfeldt, Anderz Wrethov                            |
| WAHL feat. SAMI        | 90-talet                   | Sami Rekik, Christopher Wahlberg, Josefin Glenmark, Jesper Welander, Andreas Larsson     |

## Demi-finales
- Candidat qualifié en finale
- Candidat qualifié en Seconde Chance

### Première demi-finale
La première demi-finale a eu lieu le 6 février 2021.
| Détail du télévote | Détail du télévote      | Détail du télévote | Détail du télévote | Détail du télévote | Détail du télévote | Détail du télévote | Détail du télévote | Détail du télévote | Détail du télévote |
| #                  | Chanson                 | Groupes d'âge      | Groupes d'âge      | Groupes d'âge      | Groupes d'âge      | Groupes d'âge      | Groupes d'âge      | Groupes d'âge      | Téléphone          |
| #                  | Chanson                 | 3-9                | 10-15              | 16-29              | 30-44              | 45-59              | 60-74              | 75+                | Téléphone          |
| ------------------ | ----------------------- | ------------------ | ------------------ | ------------------ | ------------------ | ------------------ | ------------------ | ------------------ | ------------------ |
| 1                  | One Touch               | 10                 | 8                  | 4                  | 2                  | 1                  | 1                  | 2                  | 1                  |
| 2                  | Pretender               | 2                  | 2                  | 8                  | 12                 | 6                  | 4                  | 4                  | 10                 |
| 3                  | Horizon                 | 4                  | 4                  | 2                  | 4                  | 4                  | 8                  | 8                  | 4                  |
| 4                  | The Missing Piece       | 12                 | 12                 | 10                 | 8                  | 8                  | 6                  | 6                  | 6                  |
| 5                  | Tänker inte alls gå hem | 8                  | 6                  | 6                  | 6                  | 10                 | 12                 | 12                 | 12                 |
| 6                  | Fingerprints            | 1                  | 1                  | 1                  | 1                  | 2                  | 2                  | 1                  | 2                  |
| 7                  | Dandi dansa             | 6                  | 10                 | 12                 | 10                 | 12                 | 10                 | 10                 | 8                  |

| # | Artiste          | Chanson                 | Télévote  | Télévote | Place | Résultat      |
| # | Artiste          | Chanson                 | Voix      | Points   | Place | Résultat      |
| - | ---------------- | ----------------------- | --------- | -------- | ----- | ------------- |
| 1 | Kadiatou         | One Touch               | 967 331   | 29       | 6     | Eliminée      |
| 2 | Lillasyster      | Pretender               | 1 159 154 | 48       | 4     | Andra Chansen |
| 3 | Jessica Anderson | Horizon                 | 1 065 794 | 38       | 5     | Eliminée      |
| 4 | Paul Rey         | The Missing Piece       | 1 239 146 | 68       | 3     | Andra Chansen |
| 5 | Arvingarna       | Tänker inte alls gå hem | 1 190 449 | 72       | 2     | Finaliste     |
| 6 | Nathalie Brydolf | Fingerprints            | 825 414   | 11       | 7     | Eliminée      |
| 7 | Danny Saucedo    | Dandi dansa             | 1 377 663 | 78       | 1     | Finaliste     |

### Deuxième demi-finale
La deuxième demi-finale a eu lieu le 13 février 2021.
| Détail du télévote | Détail du télévote  | Détail du télévote | Détail du télévote | Détail du télévote | Détail du télévote | Détail du télévote | Détail du télévote | Détail du télévote | Détail du télévote |
| #                  | Chanson             | Groupes d'âge      | Groupes d'âge      | Groupes d'âge      | Groupes d'âge      | Groupes d'âge      | Groupes d'âge      | Groupes d'âge      | Téléphone          |
| #                  | Chanson             | 3-9                | 10-15              | 16-29              | 30-44              | 45-59              | 60-74              | 75+                | Téléphone          |
| ------------------ | ------------------- | ------------------ | ------------------ | ------------------ | ------------------ | ------------------ | ------------------ | ------------------ | ------------------ |
| 1                  | New Religion        | 10                 | 10                 | 8                  | 10                 | 10                 | 6                  | 8                  | 6                  |
| 2                  | Rich                | 4                  | 1                  | 1                  | 1                  | 1                  | 1                  | 1                  | 1                  |
| 3                  | 90-talet            | 8                  | 2                  | 2                  | 8                  | 4                  | 2                  | 2                  | 2                  |
| 4                  | The Silence         | 1                  | 8                  | 4                  | 4                  | 8                  | 8                  | 6                  | 8                  |
| 5                  | Rena rama ding dong | 2                  | 6                  | 6                  | 2                  | 2                  | 10                 | 12                 | 12                 |
| 6                  | Tears Run Dry       | 6                  | 4                  | 10                 | 6                  | 6                  | 4                  | 4                  | 4                  |
| 7                  | Little Tot          | 12                 | 12                 | 12                 | 12                 | 12                 | 12                 | 10                 | 10                 |

| # | Artiste                | Chanson             | Télévote  | Télévote | Place | Résultat      |
| # | Artiste                | Chanson             | Voix      | Points   | Place | Résultat      |
| - | ---------------------- | ------------------- | --------- | -------- | ----- | ------------- |
| 1 | Anton Ewald            | New Religion        | 1 218 312 | 68       | 2     | Finaliste     |
| 2 | Julia Alfrida          | Rich                | 751 337   | 11       | 7     | Eliminée      |
| 3 | WAHL feat. SAMI        | 90-talet            | 961 160   | 30       | 6     | Eliminés      |
| 4 | Frida Green            | The Silence         | 1 028 299 | 47       | 4     | Andra Chansen |
| 5 | Eva Rydberg & Ewa Roos | Rena rama ding dong | 997 947   | 52       | 3     | Andra Chansen |
| 6 | Patrik Jean            | Tears Run Dry       | 1 049 434 | 44       | 5     | Eliminé       |
| 7 | Dotter                 | Little Tot          | 1 464 962 | 92       | 1     | Finaliste     |

### Troisième demi-finale
La troisième demi-finale a eu lieu le 20 février 2021.
| Détail du télévote | Détail du télévote    | Détail du télévote | Détail du télévote | Détail du télévote | Détail du télévote | Détail du télévote | Détail du télévote | Détail du télévote | Détail du télévote |
| #                  | Chanson               | Groupes d'âge      | Groupes d'âge      | Groupes d'âge      | Groupes d'âge      | Groupes d'âge      | Groupes d'âge      | Groupes d'âge      | Téléphone          |
| #                  | Chanson               | 3-9                | 10-15              | 16-29              | 30-44              | 45-59              | 60-74              | 75+                | Téléphone          |
| ------------------ | --------------------- | ------------------ | ------------------ | ------------------ | ------------------ | ------------------ | ------------------ | ------------------ | ------------------ |
| 1                  | Still Young           | 4                  | 6                  | 4                  | 8                  | 10                 | 10                 | 10                 | 10                 |
| 2                  | Om allting skiter sig | 6                  | 4                  | 8                  | 4                  | 2                  | 2                  | 2                  | 6                  |
| 3                  | Beat of Broken Hearts | 12                 | 10                 | 10                 | 10                 | 6                  | 4                  | 4                  | 2                  |
| 4                  | Contagious            | 2                  | 2                  | 2                  | 2                  | 4                  | 1                  | 1                  | 4                  |
| 5                  | Den du är             | 1                  | 1                  | 1                  | 1                  | 1                  | 6                  | 6                  | 1                  |
| 6                  | Baila Baila           | 8                  | 8                  | 6                  | 6                  | 8                  | 8                  | 8                  | 8                  |
| 7                  | Voices                | 10                 | 12                 | 12                 | 12                 | 12                 | 12                 | 12                 | 12                 |

| # | Artiste            | Chanson               | Télévote  | Télévote | Place | Résultats     |
| # | Artiste            | Chanson               | Voix      | Points   | Place | Résultats     |
| - | ------------------ | --------------------- | --------- | -------- | ----- | ------------- |
| 1 | Charlotte Perrelli | Still Young           | 1 272 523 | 62       | 2     | Finaliste     |
| 2 | Emil Assergård     | Om allting skiter sig | 987 458   | 34       | 5     | Eliminé       |
| 3 | Klara Hammarström  | Beat of Broken Hearts | 1 252 895 | 58       | 4     | Andra Chansen |
| 4 | Mustasch           | Contagious            | 763 045   | 18       | 6     | Eliminés      |
| 5 | Elisa              | Den du är             | 613 779   | 18       | 7     | Eliminée      |
| 6 | Alvaro Estrella    | Baila Baila           | 1 193 914 | 60       | 3     | Andra Chansen |
| 7 | Tusse              | Voices                | 1 919 353 | 94       | 1     | Finaliste     |

### Quatrième demi-finale
La quatrième et dernière demi-finale a eu lieu le 27 février 2021.
| Détail du télévote | Détail du télévote         | Détail du télévote | Détail du télévote | Détail du télévote | Détail du télévote | Détail du télévote | Détail du télévote | Détail du télévote | Détail du télévote |
| #                  | Chanson                    | Groupes d'âge      | Groupes d'âge      | Groupes d'âge      | Groupes d'âge      | Groupes d'âge      | Groupes d'âge      | Groupes d'âge      | Téléphone          |
| #                  | Chanson                    | 3-9                | 10-15              | 16-29              | 30-44              | 45-59              | 60-74              | 75+                | Téléphone          |
| ------------------ | -------------------------- | ------------------ | ------------------ | ------------------ | ------------------ | ------------------ | ------------------ | ------------------ | ------------------ |
| 1                  | Good Life                  | 6                  | 4                  | 4                  | 4                  | 6                  | 6                  | 4                  | 6                  |
| 2                  | Allting är precis likadant | 2                  | 6                  | 6                  | 2                  | 2                  | 1                  | 1                  | 1                  |
| 3                  | Best of Me                 | 10                 | 8                  | 8                  | 8                  | 4                  | 4                  | 6                  | 4                  |
| 4                  | In the Middle              | 12                 | 12                 | 12                 | 12                 | 12                 | 12                 | 12                 | 10                 |
| 5                  | All Inclusive              | 4                  | 1                  | 1                  | 1                  | 1                  | 2                  | 2                  | 2                  |
| 6                  | Behöver inte dig idag      | 1                  | 2                  | 2                  | 6                  | 8                  | 10                 | 10                 | 12                 |
| 7                  | Every Minute               | 8                  | 10                 | 10                 | 10                 | 10                 | 8                  | 8                  | 8                  |

| # | Artiste            | Chanson                    | Télévote  | Télévote | Place | Résultat      |
| # | Artiste            | Chanson                    | Voix      | Points   | Place | Résultat      |
| - | ------------------ | -------------------------- | --------- | -------- | ----- | ------------- |
| 1 | Tess Merkel        | Good Life                  | 868 050   | 40       | 5     | Eliminée      |
| 2 | Lovad              | Allting är precis likadant | 783 763   | 21       | 6     | Eliminée      |
| 3 | Efraim Leo         | Best of Me                 | 1 035 821 | 52       | 3     | Andra Chansen |
| 4 | The Mamas          | In the Middle              | 1 550 459 | 94       | 1     | Finaliste     |
| 5 | Sannex             | All Inclusive              | 609 909   | 14       | 7     | Eliminés      |
| 6 | Clara Klingenström | Behöver inte dig idag      | 930 002   | 51       | 4     | Andra Chansen |
| 7 | Eric Saade         | Every Minute               | 1 179 580 | 72       | 2     | Finaliste     |

## Seconde Chance
La Seconde Chance (ou Andra Chansen en suédois) a eu lieu le 6 mars 2021.
| Détail du télévote | Détail du télévote | Détail du télévote      | Détail du télévote | Détail du télévote | Détail du télévote | Détail du télévote | Détail du télévote | Détail du télévote | Détail du télévote | Détail du télévote |
| Duel               | #                  | Chanson                 | Groupes d'âge      | Groupes d'âge      | Groupes d'âge      | Groupes d'âge      | Groupes d'âge      | Groupes d'âge      | Groupes d'âge      | Téléphone          |
| Duel               | #                  | Chanson                 | 3-9                | 10-15              | 16-29              | 30-44              | 45-59              | 60-74              | 75+                | Téléphone          |
| ------------------ | ------------------ | ----------------------- | ------------------ | ------------------ | ------------------ | ------------------ | ------------------ | ------------------ | ------------------ | ------------------ |
| I                  | 1                  | "Bailá Bailá"           | 1                  | 1                  | 1                  | 1                  | 1                  | 1                  | 1                  | 0                  |
| I                  | 2                  | "Pretender"             | 0                  | 0                  | 0                  | 0                  | 0                  | 0                  | 0                  | 1                  |
| II                 | 1                  | "The Silence"           | 0                  | 0                  | 0                  | 0                  | 0                  | 0                  | 0                  | 1                  |
| II                 | 2                  | "The Missing Piece"     | 1                  | 1                  | 1                  | 1                  | 1                  | 1                  | 1                  | 0                  |
| III                | 1                  | "Rena rama ding dong"   | 1                  | 1                  | 1                  | 0                  | 0                  | 0                  | 0                  | 0                  |
| III                | 2                  | "Behöver inte dig idag" | 0                  | 0                  | 0                  | 1                  | 1                  | 1                  | 1                  | 1                  |
| IV                 | 1                  | "Beat of Broken Hearts" | 1                  | 1                  | 1                  | 1                  | 1                  | 1                  | 1                  | 1                  |
| IV                 | 2                  | "Best of Me"            | 0                  | 0                  | 0                  | 0                  | 0                  | 0                  | 0                  | 0                  |

| Duel | Artiste                | Chanson               | Télévote  | Télévote | Résultat  |
| Duel | Artiste                | Chanson               | Voix      | Points   | Résultat  |
| ---- | ---------------------- | --------------------- | --------- | -------- | --------- |
| I    | Alvaro Estrella        | Baila Baila           | 1 365 376 | 7        | Qualifié  |
| I    | Lillasyster            | Pretender             | 1 163 807 | 1        | Éliminés  |
| II   | Frida Green            | The Silence           | 925 473   | 1        | Éliminée  |
| II   | Paul Rey               | The Missing Piece     | 1 207 581 | 7        | Qualifié  |
| III  | Eva Rydberg & Ewa Roos | Rena rama ding dong   | 1 173 492 | 3        | Éliminées |
| III  | Clara Klingenström     | Behöver inte dig idag | 1 276 040 | 5        | Qualifiée |
| IV   | Klara Hammarström      | Beat of Broken Hearts | 1 139 262 | 8        | Qualifiée |
| IV   | Efraim Leo             | Best of Me            | 908 611   | 0        | Éliminé   |

## Finale
La finale de l'édition 2021 du Melodifestivalen a lieu le 13 mars 2021. Les douze artistes présents dans cette finale sont les huit artistes qui ont terminé premiers et deuxièmes de leur demi-finale et les quatre ayant été qualifiés lors de la Seconde Chance. L'ordre de passage est dévoilé lors de la Seconde Chance.
Pour désigner le vainqueur de la finale du concours, le système mis en place est celui du 50/50 avec 50 % des votes du jury (international) et 50 % des votes des téléspectateurs suédois.
- Premier
- Deuxième
- Troisième

| Détail du télévote | Détail du télévote      | Détail du télévote | Détail du télévote | Détail du télévote | Détail du télévote | Détail du télévote | Détail du télévote | Détail du télévote | Détail du télévote | Détail du télévote |
| #                  | Chanson                 | Groupes d'âge      | Groupes d'âge      | Groupes d'âge      | Groupes d'âge      | Groupes d'âge      | Groupes d'âge      | Groupes d'âge      | Téléphone          | Total              |
| #                  | Chanson                 | 3-9                | 10-15              | 16-29              | 30-44              | 45-59              | 60-74              | 75+                | Téléphone          | Total              |
| ------------------ | ----------------------- | ------------------ | ------------------ | ------------------ | ------------------ | ------------------ | ------------------ | ------------------ | ------------------ | ------------------ |
| 1                  | Dandi dansa             | 10                 | 6                  | 6                  | 4                  | 4                  | 1                  | 1                  | 3                  | 35                 |
| 2                  | Beat of Broken Hearts   | 8                  | 8                  | 5                  | 5                  | 3                  | 2                  | 3                  | 2                  | 36                 |
| 3                  | New Religion            | 7                  | 4                  | 3                  | 2                  | –                  | –                  | –                  | –                  | 16                 |
| 4                  | In the Middle           | 3                  | 10                 | 10                 | 10                 | 7                  | 6                  | 6                  | 4                  | 56                 |
| 5                  | The Missing Piece       | 2                  | 3                  | 2                  | –                  | –                  | –                  | –                  | –                  | 7                  |
| 6                  | Still Young             | –                  | –                  | –                  | 1                  | 5                  | 8                  | 8                  | 6                  | 28                 |
| 7                  | Voices                  | 12                 | 12                 | 12                 | 12                 | 12                 | 12                 | 12                 | 12                 | 96                 |
| 8                  | Baila Baila             | 5                  | 2                  | 1                  | 3                  | 2                  | 3                  | 2                  | 1                  | 19                 |
| 9                  | Behöver inte dig idag   | 1                  | 1                  | 4                  | 6                  | 10                 | 10                 | 10                 | 10                 | 52                 |
| 10                 | Every Minute            | 4                  | 5                  | 7                  | 7                  | 8                  | 5                  | 5                  | 8                  | 49                 |
| 11                 | Little Tot              | 6                  | 7                  | 8                  | 8                  | 6                  | 4                  | 4                  | 5                  | 48                 |
| 12                 | Tänker inte alls gå hem | –                  | –                  | –                  | –                  | 1                  | 7                  | 7                  | 7                  | 22                 |

| Détail du vote des jurys internationaux | Détail du vote des jurys internationaux | Détail du vote des jurys internationaux | Détail du vote des jurys internationaux | Détail du vote des jurys internationaux | Détail du vote des jurys internationaux | Détail du vote des jurys internationaux | Détail du vote des jurys internationaux | Détail du vote des jurys internationaux | Détail du vote des jurys internationaux | Détail du vote des jurys internationaux |
| # | Chanson                                 | Drapeau de l'Albanie                    | Drapeau de Chypre                       | Drapeau de la France                    | Drapeau de l'Islande                    | Drapeau d’Israël                        | Drapeau des Pays-Bas                    | Drapeau de la Suisse                    | Drapeau du Royaume-Uni                  | Total                                   |
| --- | --------------------------------------- | --------------------------------------- | --------------------------------------- | --------------------------------------- | --------------------------------------- | --------------------------------------- | --------------------------------------- | --------------------------------------- | --------------------------------------- | --------------------------------------- |
| 1 | Dandi dansa                             | 3                                       | 6                                       | 3                                       | 7                                       | 3                                       | 5                                       | 6                                       | 6                                       | 39                                      |
| 2 | Beat of Broken Hearts                   | 4                                       | 2                                       | 8                                       | 8                                       | 8                                       | 4                                       | 5                                       | 4                                       | 43                                      |
| 3 | New Religion                            | 2                                       | –                                       | 2                                       | –                                       | 2                                       | 1                                       | 2                                       | –                                       | 9                                       |
| 4 | In the Middle                           | 6                                       | 1                                       | 6                                       | 6                                       | 4                                       | 7                                       | 8                                       | 12                                      | 50                                      |
| 5 | The Missing Piece                       | 5                                       | –                                       | 1                                       | 2                                       | 1                                       | 6                                       | 3                                       | –                                       | 18                                      |
| 6 | Still Young                             | 1                                       | 10                                      | 5                                       | 3                                       | 7                                       | –                                       | 1                                       | 5                                       | 32                                      |
| 7 | Voices                                  | 10                                      | 4                                       | 12                                      | 12                                      | 10                                      | 12                                      | 12                                      | 7                                       | 79                                      |
| 8 | Baila Baila                             | –                                       | 5                                       | –                                       | 1                                       | –                                       | –                                       | –                                       | 1                                       | 7                                       |
| 9 | Behöver inte dig idag                   | 7                                       | 3                                       | 10                                      | 10                                      | 5                                       | 2                                       | –                                       | 2                                       | 39                                      |
| 10 | Every Minute                            | 8                                       | 12                                      | 4                                       | 5                                       | 12                                      | 10                                      | 10                                      | 8                                       | 69                                      |
| 11 | Little Tot                              | 12                                      | 8                                       | 7                                       | 4                                       | 6                                       | 3                                       | 7                                       | 10                                      | 57                                      |
| 12 | Tänker inte alls gå hem                 | –                                       | 7                                       | –                                       | –                                       | –                                       | 8                                       | 4                                       | 3                                       | 22                                      |
| Jurys internationaux |                                         |                                         |                                         |                                         |                                         |                                         |                                         |                                         |                                         |                                         |
| - – Kleart Duraj - – Alexia Moutafidou - – Bruno Berberes - – Felix Bergsson - – Tali Eshkoli - – Lars Lourenco - – Zibbz - – Simon Procto |                                         |                                         |                                         |                                         |                                         |                                         |                                         |                                         |                                         |                                         |

| #  | Chanson                 | Artiste            | Jurys | Téléphone et SMS | Téléphone et SMS | Total | Place |
| #  | Chanson                 | Artiste            | Jurys | Nombre           | Points           | Total | Place |
| -- | ----------------------- | ------------------ | ----- | ---------------- | ---------------- | ----- | ----- |
| 1  | Dandi dansa             | Danny Saucedo      | 39    | 1,309,741        | 35               | 74    | 7     |
| 2  | Beat of Broken Hearts   | Klara Hammarström  | 43    | 1,341,566        | 36               | 79    | 6     |
| 3  | New Religion            | Anton Ewald        | 9     | 1,066,340        | 16               | 25    | 11    |
| 4  | In the Middle           | The Mamas          | 50    | 1,646,198        | 56               | 106   | 3     |
| 5  | The Missing Piece       | Paul Rey           | 18    | 998,030          | 7                | 25    | 12    |
| 6  | Still Young             | Charlotte Perrelli | 32    | 1,016,557        | 28               | 60    | 8     |
| 7  | Voices                  | Tusse              | 79    | 2,964,269        | 96               | 175   | 1     |
| 8  | Baila Baila             | Alvaro Estrella    | 7     | 1,071,188        | 19               | 26    | 10    |
| 9  | Behöver inte dig idag   | Clara Klingenström | 39    | 1,455,605        | 52               | 91    | 5     |
| 10 | Every Minute            | Eric Saade         | 69    | 1,471,324        | 49               | 118   | 2     |
| 11 | Little Tot              | Dotter             | 57    | 1,488,599        | 48               | 105   | 4     |
| 12 | Tänker inte alls gå hem | Arvingarna         | 22    | 923,022          | 22               | 44    | 9     |

## À l'Eurovision
La Suède participe à la première demi-finale du Concours Eurovision de la chanson 2021, le 18 mai 2021. Elle s'y classe 7e avec 142 points, se qualifiant ainsi pour la finale du 22 mai. Lors de celle-ci, le pays termine 14e avec 109 points.